# Ingrid Warburg Spinelli
Ingrid Warburg Spinelli (* 1. Oktober 1910 in Hamburg; † 24. Oktober 2000 in Rom) war eine deutsche Philanthropin, Antifaschistin und Sozialistin.

## Leben und Wirken
Ingrid Warburg Spinelli war die älteste Tochter von Anna Warburg und ihrem Gatten Fritz. Ihre Mutter war gelernte Pädagogin, der Vater als Bankier Teilhaber der Bank M.M.Warburg & CO. Ingrid Warburg hatte zwei jüngere Schwestern namens Eva und Charlotte Esther, genannt Noni, mit denen sie in einer jüdischen Familie groß wurde. Die Familie lebte am Fontenay 5 und besaß ein Haus auf dem Kösterberg in Blankenese, das sie als Sommersitz nutzte. Von 1915 lebte die Familie in Stockholm, da Fritz Warburg dort bis 1920 als Handelsbevollmächtigter einer deutschen Gesellschaft arbeitete. Ingrid Warburg besuchte zunächst eine Schule in Stockholm. Nachdem die Familie nach Hamburg zurückgekehrt war, besuchte sie ab 1924 eine Mädchenschule, die von Mary Henkel geleitet wurde. Ab 1927 besuchte sie das Internat Schloss Salem, wo sie 1930 die Abiturprüfung bestand. Einer ihrer Schulkameraden in Salem war William Hilsley, der später auf Vermittlung ihrer Schwester Eva Musiklehrer an der Quäkerschule Eerde wurde, die auch ihre jüngere Schwester Noni besuchte und an der ihr Cousin Dr. Max A. Warburg unterrichtete.
1931 ging sie nach Heidelberg, um an der dortigen Universität Literatur und Philosophie zu studieren. Hier hörte sie bei Karl Jaspers und Friedrich Gundolf und beschäftigte sich somit erstmals mit linkspolitischen Themen. Im selben Jahr wechselte sie an die Universität Hamburg, wo Ernst Cassirer und Erwin Panofsky zu ihren Professoren gehörten. Nachdem sie 1932 einige Zeit in Oxford verbracht hatte, um sich sprachlich fortzubilden, setzte sie das Studium 1933 in Hamburg fort. Sie belegte die Fächer Germanistik, Anglistik und Philosophie. Im Dezember 1935 wurde sie bei Emil Wolff und Bruno Snell promoviert. Ihre Promotionsschrift behandelte die englische Übersetzerin Lucy Hutchinson.
In Hamburg engagierte sich Ingrid Warburg im Hechaluz und setzte sich mit Werken von Martin Buber und Schalom Asch auseinander. Während des Studiums befasste sie sich näher mit dem Judentum und erkannte zunehmend, dass sie sich der deutschen Kultur trotz Repressionen durch die Nationalsozialisten zugehörig fühlte. Grund hierfür war die enge Freundschaft mit Adam von Trott zu Solz, den sie in Oxford kennengelernt hatte. Bekannt war sie seit dem Aufenthalt in England ebenfalls mit dem späteren Staatspräsidenten Israels, Chaim Weizmann, mit Isaiah Berlin und dem Wirtschaftswissenschaftler Ernst Friedrich Schumacher, der ein Neffe Fritz Schumachers war.
1936 reiste Ingrid Warburg zu ihrem Onkel Felix Warburg nach New York. Sie hatten ursprünglich geplant, dort sechs Wochen zu bleiben und anschließend dauerhaft nach Deutschland zurückzukehren. Aufgrund der Judenverfolgung kam es jedoch nicht dazu. 1937 besuchte Ingrid Warburg noch einmal kurzzeitig Hamburg und reiste anschließend nach Zürich weiter, wo sie am Zionistenkongress teilnahm. In den Folgejahren setzte sie sich intensiv für jüdische Hilfsorganisationen ein, die sich um politisch Verfolgte Personen kümmerten.
Ihr Onkel Felix, der ebenfalls in vielen derartigen Organisationen wirkte, riet ihr zu einer Vortragsreise, die sie bis 1939 in über 220 Städte der USA führte. Die dabei eingesammelten Spenden sollten dem American Jewish Joint Distribution Committee zugutekommen. Anschließend ging sie kurzzeitig nach Stockholm, wohin ihre Eltern geflohen waren, und unternahm wenige Wochen vor Beginn des Zweiten Weltkriegs für das Committee eine Reise durch Polen. Warburg war befreundet mit Eleanor Roosevelt, der Ehefrau von Franklin D. Roosevelt, die hilfreich für Warburg war. 1939 gelang es ihr dennoch nicht, einen Kontakt zwischen Adam von Trott zu Solz, dem deutschen Widerstand und der amerikanischen Regierung herzustellen.
Da sie finanziell unabhängig war und über viele Kontakte verfügte, konnte sie im selben Jahr nach New York gehen. In Harvard rief sie das National Committee to help Refuge Students ins Leben und engagierte sich gemeinsam mit Karl Borromäus Frank und Anna Caples bei den American Friends of German Freedom. 1940 war sie Gründungsmitglied des Emergency Rescue Committee und bis 1942 persönliche Assistentin des Organisationspräsidenten. Von den mehr als 2000 Personen, die dank der Organisation aus Frankreich fliehen konnten, verdanken viele ihr Leben dem Engagement Ingrid Warburgs. 1941 arbeitete Warburg auch für das Emergency Relief Committee of the children in Italy. Im selben Jahr heiratete sie Altiero Spinellis Bruder Veniero Spinelli, einen italienischen Antifaschist und dessen politisches Engagement Ingrid Warburg ohne Vorbehalte förderte. 1942 schlossen sich das Emergency Rescue Committee und die International Relief Association zum International Rescue Committee zusammen. Warburg Spinelli übernahm das Amt der Vizepräsidentin.
Nach Ende des Zweiten Weltkriegs ging das Ehepaar 1946 nach Rom, wo Warburg Spinelli fünf Kinder gebar. Gemeinsam mit ihrem Mann, der wie sie das Ideal einer humanen und sozialistischen Gesellschaft verfolgte, rief sie die Zeitschrift L'Italia europea ins Leben. 1948 besuchte sie als deren Korrespondentin die internationale Gewerkschaftskonferenz, die in London stattfand. Da sie sich um ihre Familie kümmern musste, war Warburg Spinelli in den Folgejahren politisch weniger aktiv. In den 1950er Jahren reiste sie nach Schweden und Süddeutschland, in den 1960er und 1970er Jahren nach Israel und in die USA. Ab 1980 besuchte sie mehrmals Hamburg und stellte dort 1990 ihre Autobiografie Die Dringlichkeit des Mitleids und die Einsamkeit, nein zu sagen. Lebenserinnerungen vor, die im Dölling und Galitz Verlag erschien. Drei Jahre später besuchte sie die Veranstaltungsreihe Brückenschlag, die in den Hamburger Kammerspielen stattfand.
Ingrid Warburg Spinelli starb wenige Tage nach ihrem 90. Geburtstag in der italienischen Hauptstadt.

## Werke
- Ingrid Warburg Spinelli: Erinnerungen. Die Dringlichkeit des Mitleids und die Einsamkeit, nein zu sagen. Luchterhand Literaturverlag, Hamburg und Zürich, 1991, ISBN 978-3-630-71013-6.